# Polychor
Ein Polychor oder Polychoron 
(das, von altgriechisch πολύς polýs ‚viel‘ und χῶρος chōros ‚Raum‘; Plural Polychōra, dt. in etwa Vielzell oder Vielzeller) ist ein 4-dimensionales Polytop (4-Polytop). Polychora werden von Polyedern begrenzt.
Einfachstes Beispiel ist das Pentachoron, ein weiteres bekanntes Beispiel ist der Tesserakt, eine Verallgemeinerung des klassischen Würfels auf vier Dimensionen.
Das zweidimensionale Analogon zum Polychoron ist das Polygon, das dreidimensionale das Polyeder.

## Platonische Polychora
Wie im 3-Dimensionalen werden die regelmäßigen (= regulären) unter den Polychora als platonisch bezeichnet. Ein {\displaystyle n}-Polytop ist dann regelmäßig, wenn es von regelmäßigen {\displaystyle (n\!\!-\!\!1)}-Polytopen in regelmäßiger Weise begrenzt wird. Tatsächlich gibt es zu jedem der fünf 3-dimensionalen platonischen Polyeder ein 4-dimensionales platonisches Polychor:
- zum Tetraeder das Pentachoron (5-Zell) mit Schläfli-Symbol {3,3,3}, ein Simplex mit 5 Zellen (Tetraedern),
- zum Würfel der Tesserakt (8-Zell) mit Schläfli-Symbol {4,3,3}, den Hyperkubus (Maßpolytop) mit 8 Zellen (Würfeln),
- zum Oktaeder (Kreuzpolyeder) das vierdimensionale Kreuzpolytop (Orthoplex), das 16-Zell, mit 16 Zellen (Tetraedern) (Schläfli-Symbol {3,3,4}),
- zum Dodekaeder das 120-Zell (Hekatonikosachor) mit 120 Zellen (Dodekaedern) (Schläfli-Symbol {5,3,3}) und
- zum Ikosaeder das 600-Zell (Hexakosichor) mit 600 Zellen (Tetraedern) (Schläfli-Symbol {3,3,5}).

Ferner gibt es als sechstes
- das 24-Zell (Ikositetrachor) mit 24 Zellen (Oktaedern) (Schläfli-Symbol {3,4,3}),

sodass es im vierdimensionalen Raum sechs platonische Polychora (4-Polytope) gibt.
Dabei sind 8-Zell und 16-Zell zueinander dual, sowie 120-Zell zum 600-Zell (und umgekehrt). Das duale Polytop zum 5-Zell ist das 5-Zell und zum 24-Zell das 24-Zell – sie sind zu sich selbst dual, kurz: selbst-dual.
Ist die Dimensionszahl {\displaystyle n} größer als 4, dann gibt es im {\displaystyle n}-dimensionalen euklidischen Raum als regelmäßige {\displaystyle n}-Polytope nur das {\displaystyle n}-Simplex, das {\displaystyle n}-Maßpolytop und das {\displaystyle n}-Kreuzpolytop.